# Lípa, Zlín
Lípa là một làng thuộc huyện Zlín, vùng Zlínský, Cộng hòa Séc.